# Sørumsand

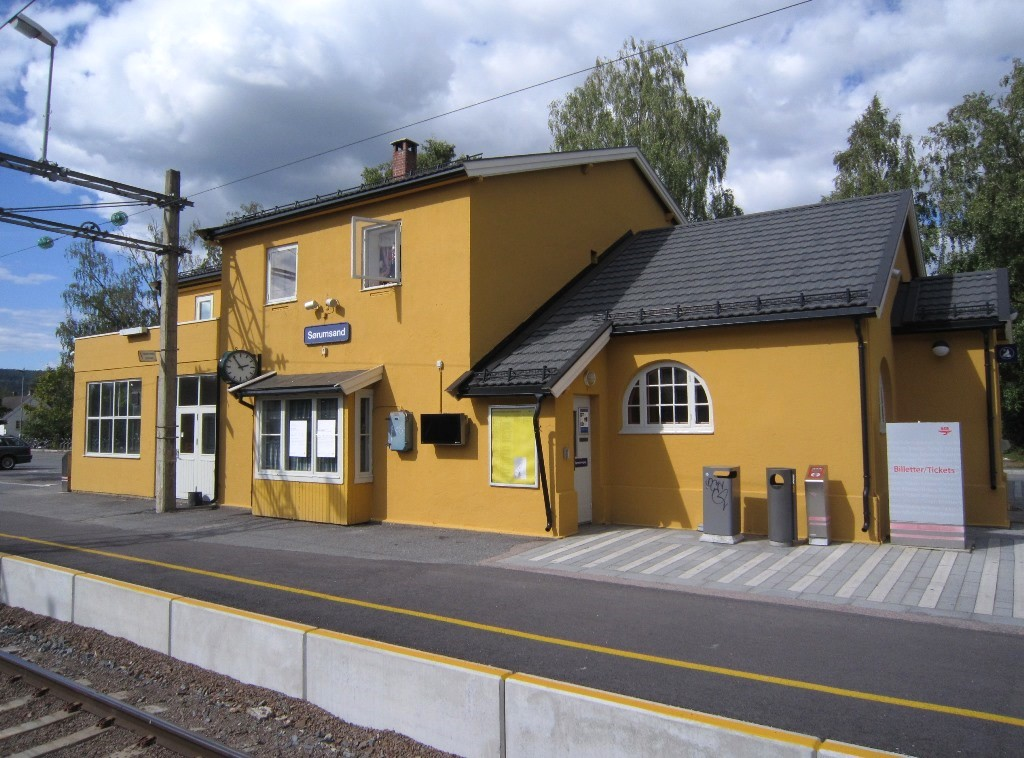
Station van Sørumsand

Sørumsand is een plaats in de Noorse gemeente [[[Lillestrøm (gemeente)|Lillestrøm]], fylkeAkershus. Sørumsand telt 3862 inwoners (2007) en heeft een oppervlakte van 2,31 km². Het is de hoofdplaats van de gemeente.
Het dorp ligt aan de spoorlijn tussen Oslo en Kongsvinger. Vanaf het station is het een half uur naar Oslo. 